# Capsicum galapagoensis
Capsicum galapagoensis är en potatisväxtart som beskrevs av Armando Theodoro Hunziker. Capsicum galapagoensis ingår i släktet spanskpepparsläktet, och familjen potatisväxter. Inga underarter finns listade i Catalogue of Life.